# Стела «На лінії вогню»

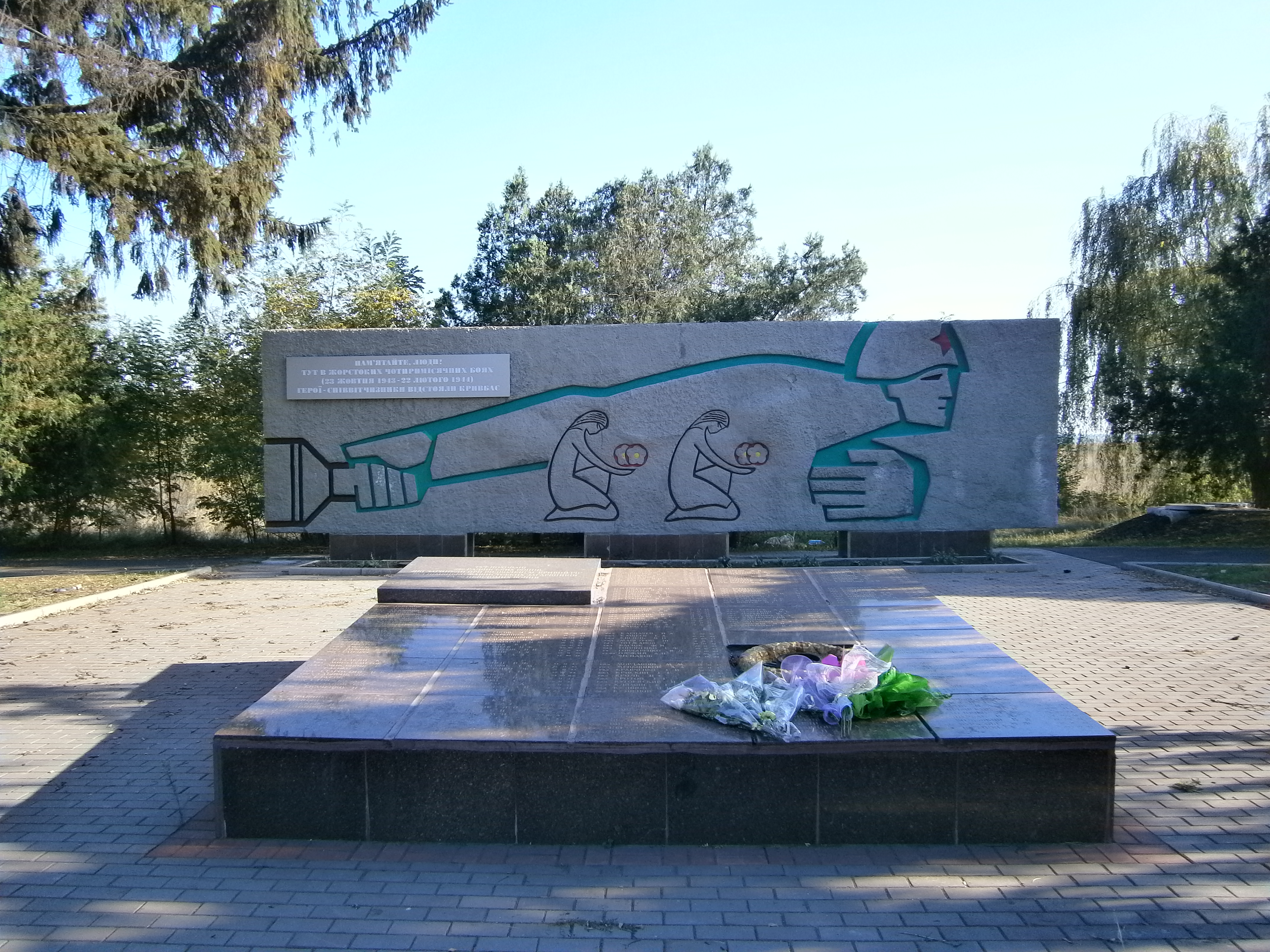

Стела «На лінії вогню» — місце боїв з фашистами і братська могила 326 воїнів, що загинули при визволенні Кривого Рогу; перепоховання останків з меморіального кладовища (2 могили Героїв Радянського Союзу, братські могили: радянських воїнів, мирних жителів — жертв фашизму). Пам'ятка знаходиться на вул. Сергія Колачевського (колишня 23 Лютого), у Тернівському районі. Пам'ятник було встановлено 9 травня 1967 р.

## Передісторія
З жовтня 1943 по лютий 1944 року протягом чотирьох місяців між рудниками імені Г. К. Орджонікідзе і Р. Люксембург проходила лінія радянсько-німецького фронту. Частини 188, 92, 15, 28 стрілецьких дивізій та 10 гвардійської повітрянодесантної дивізії 37 армії тримали оборону на північних околицях Кривого Рогу. На пам'ятному місці відбулися жорстокі бої частин 3-го Українського фронту з нацистськими військами перед наступом на Кривий Ріг.
Гранітна стела «На лінії вогню» з пам'ятним написом була урочисто відкрита 9 травня 1967 року. Вона замінила обеліск, встановлений у 1946 році. Автори — художники Л. А. Корольчук, Г. Г. Хриєнко. Перша назва пам'ятки: Пам'ятник — місце жорстких боїв з німецькими загарбниками 23.10.1943 р. — 22.02.1944 р. Рішенням Дніпропетровського облвиконкому № 618 від 08.08.1970 р. пам'ятне місце було взято на облік, з охоронним номером 1653.
У 1975 році до пам'ятки відбулося перепоховання з двох нині неіснуючих пам'яток історії, тодішніх братських могил Тернівського району: братська могила воїнів з села Новоіванівка (№ 1668) та братська могила радянських воїнів у парку рудоуправління ім. Р. Люксембург (№ 1669).
Відповідно до списку увічнених воїнів, станом на 2017 рік відомі дані щодо 227 загиблих із вказаного захоронення. Згідно з даними Тернівського райвійськкомату за 1993 р., у братській могилі було поховано 231 військовослужбовця.
У 2012 році на це місце були перевезені останки зі зруйнованого в результаті техногенної аварії меморіального кладовища поблизу шахти ім. Г. К. Орджонікідзе: 2 могили Героїв Радянського Союзу, братські могили радянських воїнів та мирних жителів — жертв фашизму (неіснуюча нині пам'ятка історії № 1665). Відповідно до списку увічнених воїнів, станом на 2017 рік відомі дані щодо 579 загиблих воїнів. Згідно з даними Тернівського райвійськкомату за 1993 р., у братській могилі було поховано 583 військовослужбовців.
В індивідуальних могилах були поховані Герої Радянського Союзу Дишинський В. О. та Симбірцев В. М.
Дишинський Володимир Олександрович (01.03.1923 — 22.02.1944) отримав звання Героя Радянського Союзу 20.12.1943 р. за зібрані розвіддані, що дали можливість розпочати форсування Дніпра в районі селища Мишурин Ріг. Командир розвідки 96 окремої розвідроти 92 гвардійської стрілецької дивізії. Входив до складу спецзагону з розмінування греблі КРЕС. Загинув у бою. Ім'ям названа вулиця в Кривому Розі. Нагороджений орденом Леніна, орденом Вітчизняної війни І ступеня.
Симбірцев Василь Микитович (03.08.1919 — 24.01.1944) отримав звання Героя Радянського Союзу 20.12.1943 р. за розвідку системи оборони ворога в районі селища Деріївка Кіровоградської області. Розвідник 228 гвардійського стрілецького полку 92 гвардійської стрілецької дивізії. Загинув під час нічної розвідки поблизу рудоуправління ім. Леніна. Ім'ям названа вулиця в Кривому Розі. Нагороджений орденом Леніна, орденом Червоної Зірки.

## Пам'ятка

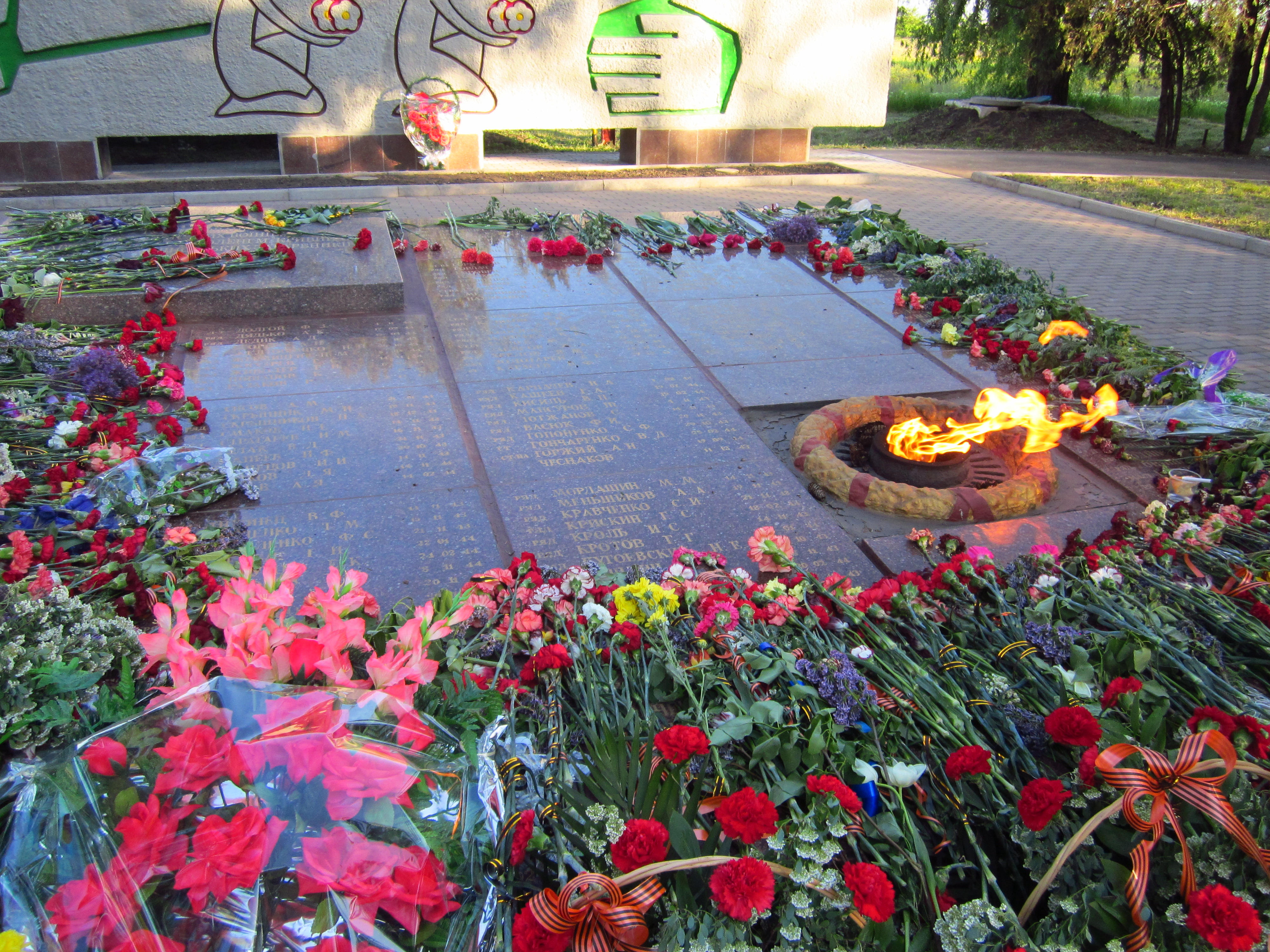

Пам'ятка складається з трьох братських могил, вічного вогню та стели, розташованих на одній осі від вул. Сергія Колачевського.
У першій братській могилі поховані мирні жителі, про що свідчить вигравіруваний та зафарбований золотавим кольором напис українською мовою на лицевій стороні надгробку: «У цій могилі поховані 110 мирних жителів, загиблих внаслідок повітряного нападу 26 жовтня 1943 року на площі рудника ім. Леніна». Поховання прямокутної в плані форми, розмірами 6,65 × 5,20 м, обгороджено бетонним бордюром висотою 10 см, засаджене газонною травою. Гранітний полірований блок зі скошеними верхніми довгими гранями, 2,50 х 0,50 х 0,28 м, встановлено на бетонному постаменті (надгробок).
Друга братська могила розташована через доріжку 1,40 м від першого поховання, також прямокутної в плані форми, розмірами 31,80 × 6,65 м, огороджена бетонним бордюром висотою 10 см, засаджена газонною травою. На західній стороні встановлено блок з полірованого граніту охристого кольору, 2,50 х 0,50 х 0,28 м, зі скошеними довгими верхніми гранями, на лицевій стороні якого вигравірувано напис українською мовою: «Братська могила радянських воїнів, які загинули в боях за визволення Кривого Рогу в жовтні 1943 — лютому 1944 рр.». Меморіальні плити з полірованого граніту коричневого кольору, розмірами 1,50 х 0,60 х 0,25 м, лежать на бетонних постаментах 1,40 × 0,50 м, частково заглиблених у землю до 15 см. Плити розташовані симетрично по 20 вздовж довгих сторін могили на відстані 0,70 м одна від одної. На них викарбувано зірки, прізвища та ініціали похованих воїнів. На двох плитах, що лежать в кожному ряду першими і відокремлено (2,40 м від інших), викарбувано напис російською мовою: «Герой Советского Союза Дышинский В. А. 1923—1944 гг.» та «Герой Советского Союза Симбирцев В. М. 1919—1944 гг.».
Третя братська могила знаходиться на відстані 5,90 м від попереднього поховання, упорядкована у вигляді платформи розмірами 3,60 х 3,60 х 0,45—0,70 м, облицьованої з боків гранітними полірованими плитками коричнюватого та сірого кольору; проміжки між ними зафарбовані чорним. Зверху лежать 24 поліровані гранітні плити коричневого кольору, розмірами 0,60 × 0,60 м, з вигравіруваними та зафарбованими в золотавий колір військовими званнями, прізвищами, ініціалами та датами загибелі воїнів. На одному з кутів платформи знаходиться плита з сірого полірованого граніту, 1,40 х 1,15 х 0,10 м, на якій вигравірувано надпис українською мовою: «Тут поховані 326 радянських воїнів, які загинули при визволенні м. Кривий Ріг від німецько-фашистських загарбників, та 99 невідомих воїнів».
Вічний вогонь розташовується на цій же платформі. Являє собою газовий пальник, закритий декоративною металевою решіткою 0,70 × 0,70 м з об'ємною п'ятикутною зіркою. Навколо зірки — вінок з дубового листя шириною 10 см.
Стела «На лінії вогню» залізобетонна, прямокутної форми, 10,10 х 3,50 х 1,10 м, сірого кольору. Методом заглибленого контуру зображено радянського воїна з відведеною назад правою рукою, що тримає гранату, і притиснутою до грудей лівою рукою. Контури зафарбовані в зелений колір, зірка на касці — червона, граната — темно-сіра. На тлі постаті воїна — контури фігур двох дівчат, що схилилися на праві коліна, в руках тримають по дві квітки. Контури дівочих фігур — чорні, пелюсток квіток — червоні, їхні серединки — жовті. Стела розташована на трьох бетонних підставках 2,15 х 0,80 х 0,40 м, облицьованих плитками сірого граніту, розміщених на відстані 1,90 м одна від одної та 1 м від країв стели.